# Арнеманн, Рауль Кристьянович
Рау́ль Кристья́нович Арнема́нн (23 января 1953, Пярну, Эстонская ССР, СССР) — советский гребец, бронзовый призёр Олимпийских игр. Мастер спорта СССР международного класса.

## Карьера
На Олимпиаде в Монреале Рауль в составе распашной четвёрки без рулевого завоевал бронзовую медаль.